# Recopa africana de futbol
La Recopa Africana de futbol fou la segona competició de clubs del continent, organitzat per la Confederació Africana de Futbol. Hi prenien part els campions de les diferents copes estatals. El primer trofeu fou la Copa Abdelaziz Mostafa atorgat en propietat al club Al-Ahly després de la seva tercera victòria consecutiva el 1986. El nou trofeu rebé el nom de Copa Nelson Mandela. L'any 2004 la competició desaparegué en fusionar-se amb la Copa de la CAF de futbol per formar la nova Copa Confederació Africana de futbol.

## Historial
| Any  | Campió            | Finalista            |
| ---- | ----------------- | -------------------- |
| 1975 | Tonnerre Yaoundé  | Stella Club d'Adjamé |
| 1976 | Shooting Stars FC | Tonnerre Yaoundé     |
| 1977 | Enugu Rangers     | Canon Yaoundé        |
| 1978 | Horoya AC         | NA Hussein Dey       |
| 1979 | Canon Yaoundé     | Gor Mahia            |
| 1980 | TP Mazembe        | Africa Sports        |
| 1981 | Union Douala      | Stationery Stores    |
| 1982 | Mokawloon         | Power Dynamos FC     |
| 1983 | Mokawloon         | Agaza Lomé           |
| 1984 | Al Ahly           | Canon Yaoundé        |
| 1985 | Al Ahly           | Leventis United      |
| 1986 | Al Ahly           | AS Sogara            |
| 1987 | Gor Mahia         | Espérance            |
| 1988 | CA Bizertin       | Ranchers Bees        |
| 1989 | Al-Merrikh        | Bendel United        |
| 1990 | BCC Lions         | Club Africain        |
| 1991 | Power Dynamos     | BCC Lions            |
| 1992 | Africa Sports     | Vital'O              |
| 1993 | Al Ahly           | Africa Sports        |
| 1994 | DC Motema Pembe   | Kenya Breweries      |
| 1995 | JS Kabylie        | Julius Berger        |
| 1996 | Mokawloon         | AC Sodigraf          |
| 1997 | Etoile du Sahel   | FAR Rabat            |
| 1998 | Espérance         | Primeiro de Agosto   |
| 1999 | Africa Sports     | Club Africain        |
| 2000 | Al-Zamalek        | Canon Yaoundé        |
| 2001 | Kaizer Chiefs FC  | GD Interclube        |
| 2002 | WAC Casablanca    | Asante Kotoko        |
| 2003 | Etoile du Sahel   | Julius Berger        |